# キロニー
株式会社キロニー（Kirony）は、カーテンを中心にインテリア内装材の販売及び他社ブランド品の代理販売を行うインテリア中堅総合商社である。本社は東京都港区東新橋で、数少ない在京インテリアメーカーでもある。規模は中堅だが、特に東日本ではカーテン市場におけるブランド力は強い。創業は古く大正3年からで、以前は兼坂商事というメーカー名であった。カーテンのほか、リビング用品や敷物なども製造、販売している。
現在は東リの100％子会社となっている。